# Lomopneus
Lomopneus is een geslacht van kevers uit de familie  
kniptorren (Elateridae).
Het geslacht werd voor het eerst wetenschappelijk beschreven in 1976 door Elena Gurjeva.

## Soorten
Het geslacht omvat de volgende soorten:
- Lomopneus gracilis Gurjeva, 1976
- Lomopneus kasyi Platia & Gudenzi, 2000
- Lomopneus mundus Gurjeva, 1976